# Acronicta debilis
Acronicta debilis är en fjärilsart som beskrevs av Demaison 1925. Acronicta debilis ingår i släktet Acronicta och familjen nattflyn. Inga underarter finns listade i Catalogue of Life.